# Келли, Шон

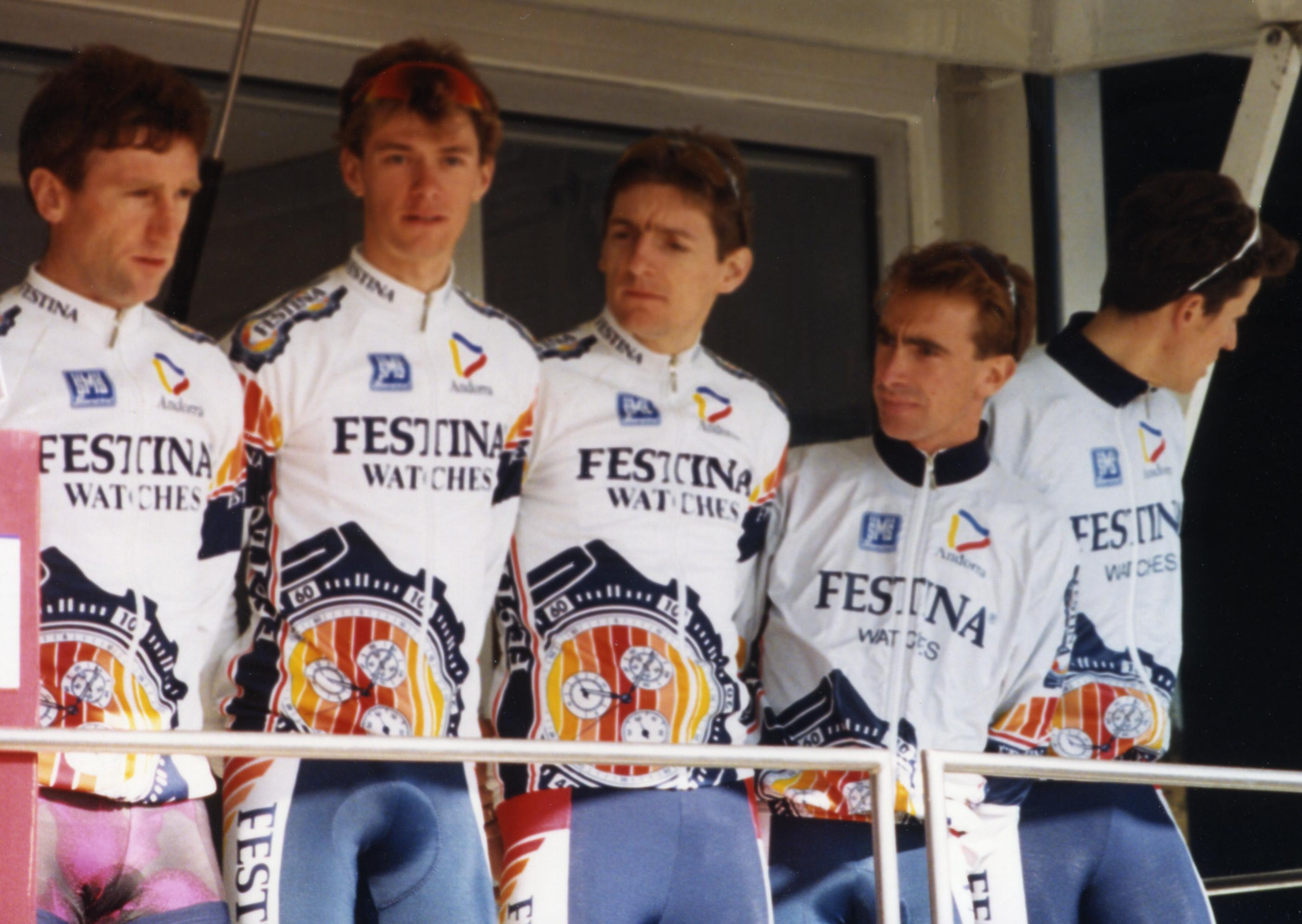
Келли (слева) и его партнёры по «Фестине»

Джеймс Джон (Шон) Ке́лли (англ. John James (Sean) Kelly; род. 24 мая 1956, Уотерфорд) — ирландский шоссейный велогонщик; один из лучших гонщиков 1980-х годов. Победитель общего зачёта Вуэльты Испании 1988 года и восьмикратный победитель спринтерских зачётов Вуэльты и Тур де Франс, Келли не мог сосредоточиться на супермногодневках, так как много и успешно выступал в классических велогонках: он выигрывал четыре из пяти монументальных классических гонок как минимум дважды. На его счету «вечный» рекорд многодневки Париж — Ницца: семь побед подряд. После появления в 1984 году мирового рейтинга, Келли возглавлял его 5 лет подряд.

## Биография
Шон Келли родился в семье ирландских фермеров. В честь отца его назвали Джеймсом Джоном, но во избежание путаницы близкие называли его Шоном (ирландская версия имени Джон). В 13 лет из-за болезни отца Шон был вынужден бросить школу и сосредоточиться на фермерской работе. Тогда же он начал заниматься велоспортом вместе с братом Джо. В 16 лет Келли выиграл национальный юниорский чемпионат, затем несколько ирландских взрослых велогонок. В 1975 году Шон с некоторыми партнёрами по национальной команде тайно готовился к Олимпийским играм в ЮАР, отстранённой от Олимпиад за апартеид. Факт подготовки вскрылся, и МОК пожизненно отстранил Келли от Олимпийских игр . Вместо них в 1976 году ирландец стартовал во многих французских велогонках по инициативе английского энтузиаста, платившего ему 25 фунтов в неделю плюс 4 франка за каждый километр выигранной гонки. Келли выиграл 18 из 25 французских гонок и любительский Джиро ди Ломбардия. Его заметил спортивный директор «Фландрии» Жиль де Грибальди, заключивший с ним контракт на 6000 фунтов в год.
Келли работал на двух лидеров команды, Фредди Мартенса и Мишеля Поллентье. В 1977 году ирландец выиграл этап Тура Романдии, а через год — 6-й этап на дебютной для себя супермногодневке — Тур де Франс. Там же Полленье был пойман на жульничестве во время допинг-теста, а в конце года он основал свою команду, «Splendor-Eurosoap», куда переманил Шона Келли, обещав сделать лидером команды. В 1979 году Келли впервые выиграл этап Вуэльты Испании, а через год — ещё 6 этапов и спринтерскую классификацию (он побеждал на этапах каждой Вуэльты, в которой стартовал). В 1982 году ирландец воссоединился с Грибальди в «Sem-France-Loire», где избавился от репутации «чистого» спринтера. Он впервые выиграл Париж — Ниццу, и 7 лет никому не отдавал победу на ней. В тот же год ему покорились оба спринтерских зачёта Тур де Франс (в 1989 году он стал последним победителем промежуточной классификации), а также первая из двух бронзовых медалей на чемпионате мира. В конце 1982 года Шон женился на Линде Грант. Следующий год принёс Келли первую из многих побед в монументальной классике (Джиро ди Ломбардия), где трёх призёров разделили считанные сантиметры. В 1984—1989 годах ирландец доминировал на международной арене, особенно успешно выступая на классиках. В 1984 году он выиграл 33 гонки, включая Париж — Рубе и Льеж — Бастонь — Льеж.
В 1987 году Стивен Рош, единственный соотечественник, способный составить конкуренцию Келли, выиграл Джиро д'Италия, Тур де Франс и чемпионат мира. В следующем сезоне Келли принёс Ирландии победу на последнем Гранд Туре, Вуэльте, перехватив лидерство у Ансельмо Фуэрте на финальной разделке. В том же году он стал лишь 46-м Туре и сказал, что никогда не сможет его выиграть. В 1989 году Шон второй раз выиграл Льеж — Бастонь — Льеж, и только появившийся у классиков Мировой шоссейный кубок UCI. С 1990 года карьера Келли пошла на спад, через год он сломал ключицу, а его брат погиб в одной из гонок. В следующем сезоне он одержал последнюю из значимых побед, второй раз выиграв Милан — Сан-Ремо. В 1994 году множество гонщиков, в том числе Эдди Меркс, Лоран Финьон и Бернар Ино, приехали на прощальную гонку Келли Хампер Рейс. Шон, которого чествовала президент Ирландии Мэри Робинсон, в финишном спринте обошёл Роша.
После завершения карьеры Келли, вернувшийся на ферму разводить скот, продолжил тренироваться и остался в мире велоспорта. Он комментируют гонки на «Eurosport», сам участвует в благотворительных соревнованиях и гонках на выносливость. Он открыл велоакадемию в Бельгии, для выпускников которой в 2006 году создал команду Континентального тура «Sean Kelly Team». С 2007 года в конце августа около Уотерфорда проводится Тур Шона Келли, в котором участвуют тысячи любителей.

## Главные победы
- Общий (1988) и  спринтерский (1980, 1985, 1986, 1988) зачёты, 16 этапов Вуэльты Испании
- Классификации по  очкам (1982, 1983, 1985, 1989) и  промежуточным спринтам (1982, 1983, 1989), 5 этапов Тур де Франс
- Super Prestige Pernod International (1984—1986)
- Мировой шоссейный кубок UCI (1989)
- Милан — Сан-Ремо (1986, 1992)
- Париж — Рубе (1984, 1986)
- Льеж — Бастонь — Льеж (1984, 1989)
- Джиро ди Ломбардия (1983, 1985, 1991)
- Париж — Ницца (1982—1988)
- Вуэльта Каталонии (1984, 1986)
- Тур Страны Басков (1984, 1986, 1987)
- Тур Швейцарии (1983, 1990)
- Критериум Интернасьональ (1983, 1984, 1987)
- Гран-при Плуэ (1984)
- Гент — Вевельгем (1988)
- Гран-при наций (1986)

## Выступления в супермногодневках
| Гранд Тур       | 1978 | 1979 | 1980 | 1981 | 1982 | 1983 | 1984 | 1985 | 1986 | 1987 | 1988 | 1989 | 1990 | 1991 | 1992 |
| --------------- | ---- | ---- | ---- | ---- | ---- | ---- | ---- | ---- | ---- | ---- | ---- | ---- | ---- | ---- | ---- |
| Джиро д’Италия  | -    | -    | -    | -    | -    | -    | -    | -    | -    | -    | -    | -    | -    | -    | -    |
| Тур де Франс    | 34   | 38   | 29   | 48   | 15   | 7    | 5    | 4    | -    | НФ   | 46   | 9    | 30   | НФ   | 43   |
| Вуэльта Испании | -    | НФ   | 4    | -    | -    | -    | -    | 9    | 3    | НФ   | 1    | -    | -    | -    | -    |